# ازدنیک سرستکا
ازدِنیک سرِستکا (چکی: Zdeněk Srstka; ۲۶ سپتامبر ۱۹۳۵ – ۲۹ ژوئیهٔ ۲۰۱۹) بازیگر، بدل‌کار و وزنه‌بردار اهل کشور جمهوری چک بود. او در بازی‌های المپیک تابستانی ۱۹۶۰ برای چکسلواکی با کسب مقام نهم شرکت کرد.
از فیلم‌ها یا برنامه‌های تلویزیونی که وی در آن نقش داشته‌است می‌توان به آدلا هنوز شام نخورده، روزی که دنیا را تکان داد، غول من، گوی آذرخش، و همه ما باید به مدرسه برویم اشاره کرد.